# Íñigo de la Cruz Manrique de Lara
Íñigo de la Cruz Manrique de Lara y Ramírez de Arellano (Madrid, 3 de mayo de 1673 - Santa Fe de Granada, 9 de febrero de 1733) fue un militar español, destacado participante en los principales conflictos bélicos de su época.

## Biografía
Fue hijo único de Rodrigo Manuel Fernández Manrique de Lara Ramírez de Arellano Mendoza y Albarado y de su esposa María Antonia de Arellano y Mendoza, de quienes heredó los títulos de marqués de la Hinojosa, XI conde de Aguilar, III conde de Frigiliana y grande de España. De su matrimonio con Rosalía María Pignatelli (1672-1736), hija de los V duques de Monteleón, no tuvo sucesión.
Comenzó su carrera militar a los diez años, ingresando en la armada del almirante Nicolás de Gregorio; en 1691 se le asignó una compañía de infantería y dos años más tarde combatió a los franceses en la guerra de Cataluña al mando de dos compañías de caballería. En 1694 fue nombrado gobernador de Novara, en el Milanesado, y maestre de campo del tercio de Lombardía, con el que se destacó en el asedio de Casale, hecho por el que fue condecorado con la orden del Toisón de Oro.
En 1697 fue hecho gentilhombre de cámara de Carlos II, y tras la muerte de éste Felipe V le nombró capitán general de la caballería milanesa. 
En 1704 regresó a España, teniendo una participación destacada en la guerra de sucesión española. 
En 1709 se le concedió la encomienda de Manzanares en la orden de Calatrava, de la que también fue chanciller, y al año siguiente ascendió a capitán general.
En 1711 hizo renuncia de todos sus cargos militares, descontento con la actitud de los generales franceses, especialmente con la del duque de Vendôme, y se retiró a Granada, donde murió en 1733 a los 60 años de edad. 
Dejó escritas unas Theses matemáticas de su época de estudiante, y otras dos obras de temática militar: Defensorio de la religiosidad de los caballeros militares y Exercicio servicio, modo de campar y montar guardias.